# Liste des sous-marins de l'Équateur
La liste des sous-marins de l'Équateur rassemble les sous-marins commandés ou exploités par la Marine équatorienne au fil des ans.

## Premières expériences
1838 : conception et construction du submersible Hipopótamo par le lieutenant de frégate équatorien José Rodríguez Labandera,.

## Flotte actuelle
Au début des années 1970, le commandement de la marine équatorienne était conscient de l’obsolescence de ses navires et savait aussi que le potentiel de guerre des autres pays de la région dépassait de loin celui de l’Équateur dans tous les domaines. La force navale devait donc absolument entamer un processus de modernisation, et il devenait urgent pour l’Équateur d’entrer dans le groupe des pays possédant une force sous-marine. Avec le soutien du gouvernement de l’époque, présidé par le général Guillermo Rodríguez Lara, un groupe d’officiers et d’hommes d’équipage a été envoyé à l’étranger pour acquérir leurs premières connaissances dans les écoles de sous-marins de pays amis : à la base navale « Almirante Castro e Silva » (BACS) au Brésil le 14 février 1973, et à l’école sous-marine de Valparaíso (Chili) le 9 août 1974
Après avoir analysé différentes propositions de constructeurs, l’Équateur a signé le 18 mars 1974 un accord avec le gouvernement allemand pour construire dans ce pays des sous-marins d'attaque conventionnels modernes de type 209/1300, dans le chantier naval Howaldtswerke-Deutsche Werft à Kiel en Allemagne. Les travaux ont commencé le 1er novembre 1974. Le 9 avril 1975 a été formée la mission équatorienne à Kiel, chargée de superviser la construction et l’installation de l’équipement, et de former les équipages pendant la période de sa construction.
- BAE Shyri (SS-101) : lancement le 5 novembre 1977, il prend la mer le 16 janvier 1978 et arrive en Équateur le 8 mars 1978[3].
- BAE Huancavilca (SS-102) : baptisé le 23 mars 1977[3].

Les premiers équipages de ces sous-marins ont également été les premiers instructeurs de l’École de formation créée en Équateur. Ces pionniers ont transmis leurs connaissances à 8 promotions successives, soit 52 officiers et 231 membres d’équipage qui ont reçu des cours de base et des formations continues.
Afin de maintenir un haut niveau de disponibilité, les deux unités ont subi plusieurs révisions, d’abord en Allemagne (années 1983, 1984 et 1985) puis en Équateur (années 1990, 1991, 1993 et 1994). Les batteries de propulsion ont également été changées en 1995. En 1999, un test de capacité de charge a été effectué sur les batteries, et certaines cellules qui avaient perdu leur capacité ont été changées après ce diagnostic.
Les sous-marins équatoriens ont participé à de nombreux entraînements et exercices sous-marins et anti-sous-marins avec le reste de la flotte, et aux opérations combinées de l’UNITAS. Ils ont maintenu la souveraineté dans les eaux territoriales. Ils ont également participé aux opérations pendant les conflits armés avec le Pérou de janvier-février 1981 (guerre du Paquisha) et janvier à mars 1995 (guerre du Cenepa). Pendant le conflit de 1981, les sous-marins ont accompli plus de 45 jours de patrouille de guerre dans des conditions difficiles, ce qui a été récompensé par l’attribution de « Silver Star ». Ils ont aussi participé au conflit de 1995, avant que ne commence le changement des batteries du Huancavilca.